# ماركوس باريتو
ماركوس باريتو (بالإسبانية: Marcos Barreto Luis) هو عداء مسافات طويلة مكسيكي، ولد في 25 أبريل 1960.

## وصلات خارجية
- ماركوس باريتو على موقع اللجنة الأولمبية الدولية (الإنجليزية)
- ماركوس باريتو على موقع أوليمبيديا (الإنجليزية)